# Magistralinis kelias A3
A3 ist eine Fernstraße in Litauen. Sie bildet zugleich einen Abschnitt der Europastraße 28.

## Verlauf

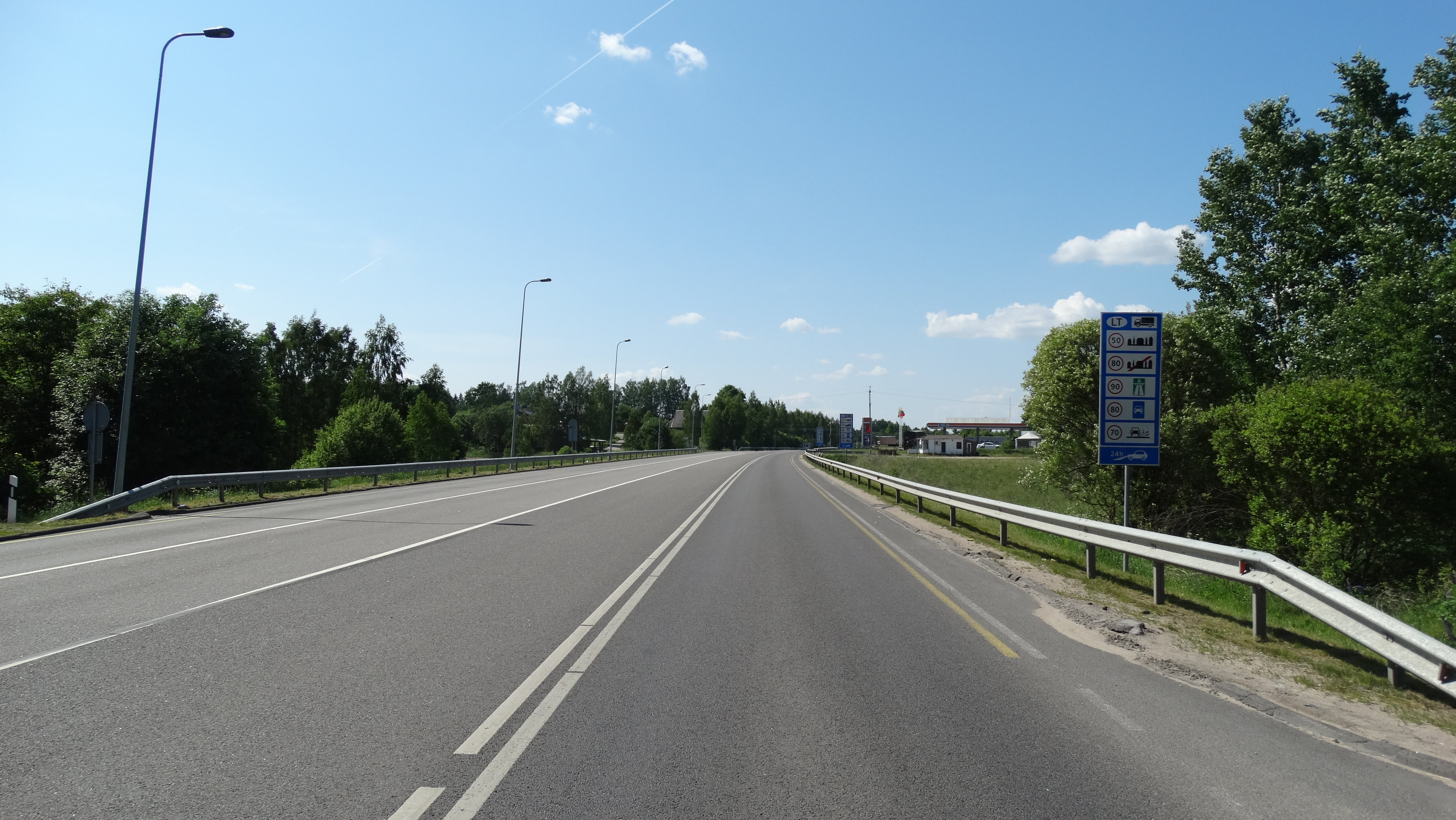
Die Straße an der Grenze zu Belarus

Die Straße führt von der Hauptstadt Vilnius zur Grenze zu Belarus in der Umgebung von Medininkai. Auf belarussischer Seite bildet die Fernstraße M7 ihre Fortsetzung in die Hauptstadt Minsk.
Die Länge der Straße beträgt rund 34 km.